# Christine Bakombo
Kungu „Christine“ Bakombo (* 7. August 1962) ist eine kongolesische Leichtathletin, die im Kurz-, Mittel- und Langstreckenlauf aktiv war.

## Karriere
1984 nahm Bakombo als Flaggenträgerin für Zaire am 800-Meter-Lauf der Olympischen Spiele teil. Sie schied im Vorlauf auf dem letzten Platz ihrer Gruppe aus. Bei den Olympischen Sommerspielen 1988 schied sie im Vorlauf der 400 m und der 800 m beide Male auf dem letzten Platz aus. Sie nahm an den Olympischen Sommerspielen 1992 im Marathonlauf der Frauen teil und belegte den 37. Platz.